# Erateina subundulata
Erateina subundulata là một loài bướm đêm trong họ Geometridae.